# Naučná stezka Březina (Kostomlaty pod Milešovkou)
Naučná stezka Březina byla zřízena v roce 2009. Vede výhradně lesnatým terénem Českého středohoří a její základní délka je sedm kilometrů. Při odbočení ke hradu Kostomlaty a Vojenskému rybníku je délka 8,5 km. Naučná stezka poskytuje informace o flóře, fauně a historii náhorní plošiny Březina. V seznamu tras KČT má číslo 9397.

## Popis trasy
Od východiště trasy u rybníčků se vystoupá pod hrad Kostomlaty, k němuž vede krátká odbočka. Za rybníčkem začíná prudké stoupání na úpatí kopce Kloč, během něhož lze sledovat sesuvy půdy. U turistického rozcestníku U Velké jedle odbočuje stezka východním směrem do bývalého vojenského prostoru Březina. Po necelém kilometru dojdeme k zastavení č. 5 Březina. Podle informace na tabuli využívala armáda prostor do roku 1992 pro zásobovací a muniční sklady. Zhruba po 500 metrech se po asfaltové silnici dojde k Vojenskému rybníku, v jehož sousedství se nacházejí zbytky empírové hájovny a rozpadlých vojenských objektů. Březina je původně název polesí, který se vyskytuje už na mapě prvního vojenského mapování z roku 1764. Mapa zachycuje jak rybník, tak hospodářský objekt v jeho sousedství. Po napojení na červené turistické značení se po levé straně míjí přírodní rezervaci Březina s významným rašeliništěm. Závěrečná pasáž stezky vede lesem pod Stříbrným vrchem k prvnímu zastavení U rybníčků.

## Seznam informačních panelů
1. U rybníčků
2. Hrad Kostomlaty
3. U sesuvu
4. U velké jedle
5. Březina
6. Pálečská cesta
7. Rašeliniště

## Galerie

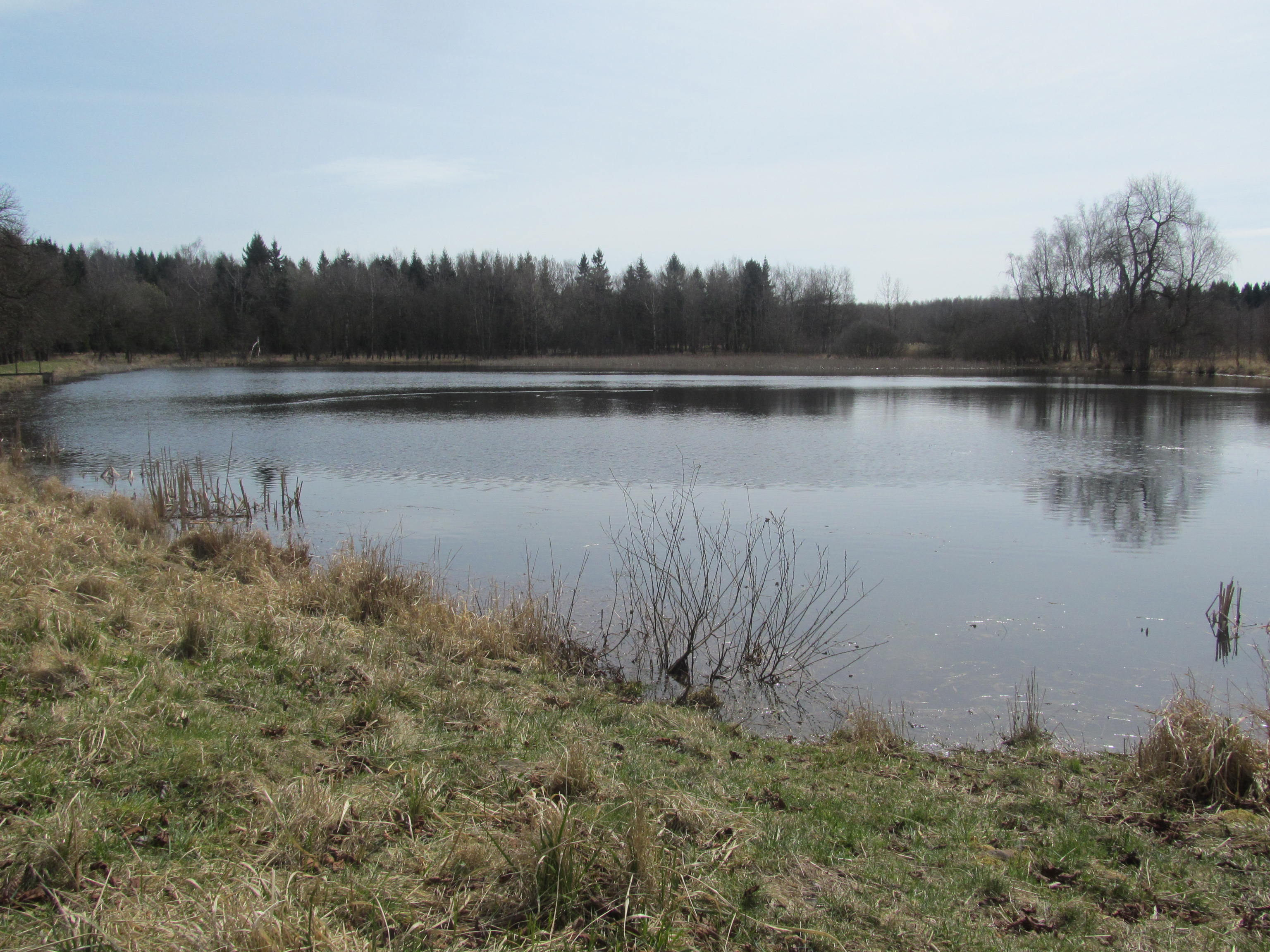
Vojenský rybník
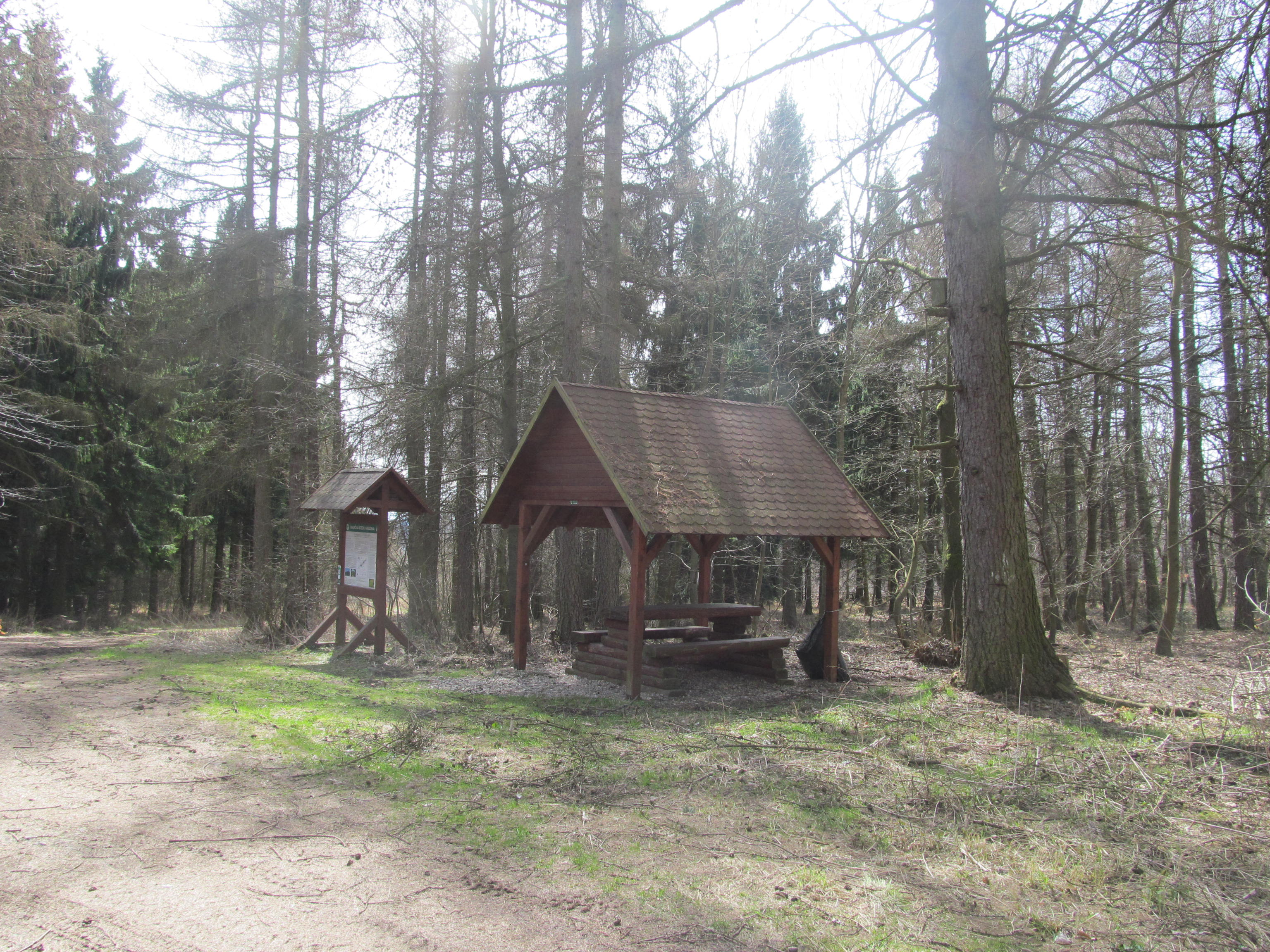
Zastavení U Velké jedle
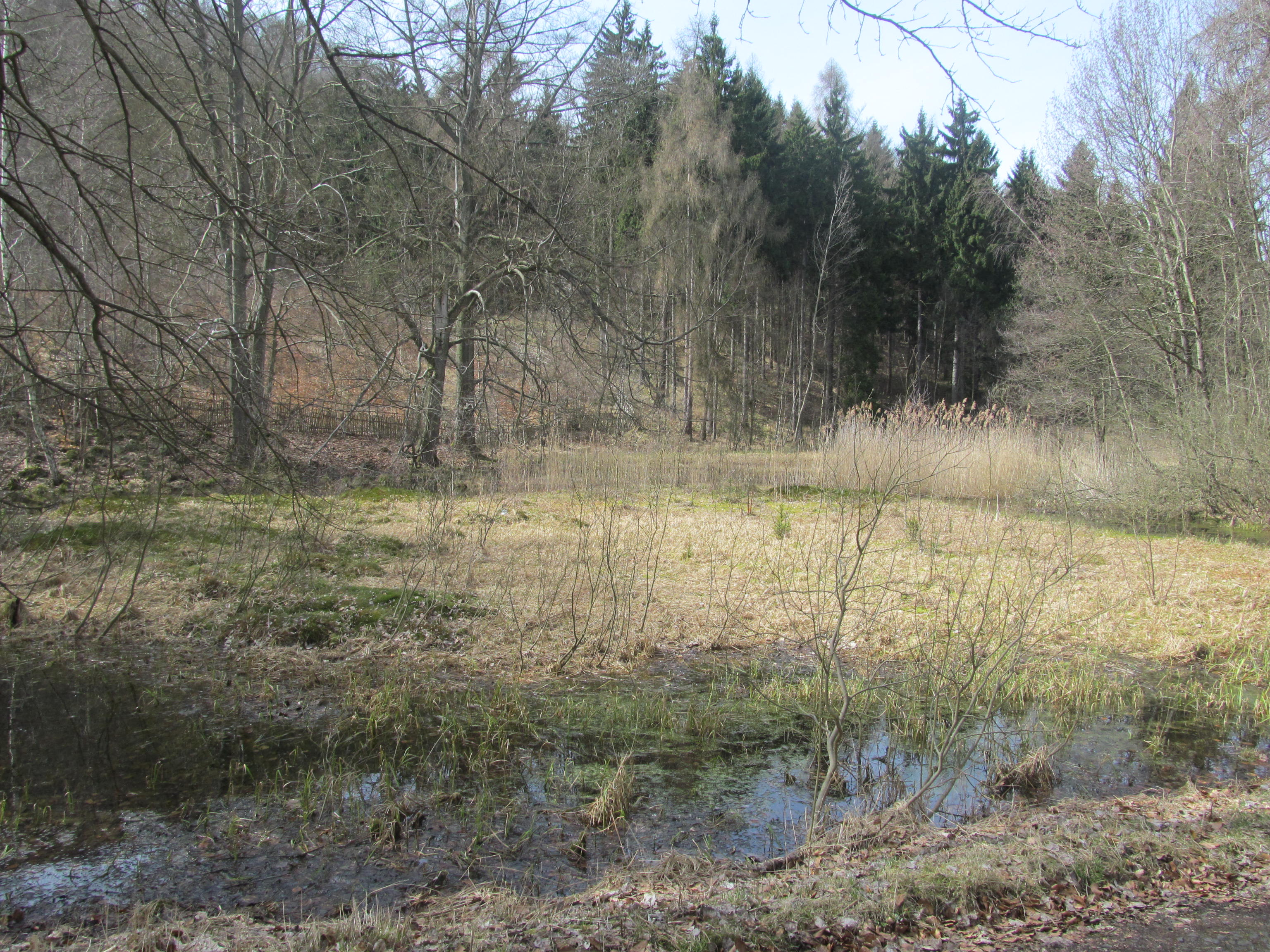
Rašeliniště v přírodní rezervaci Březina
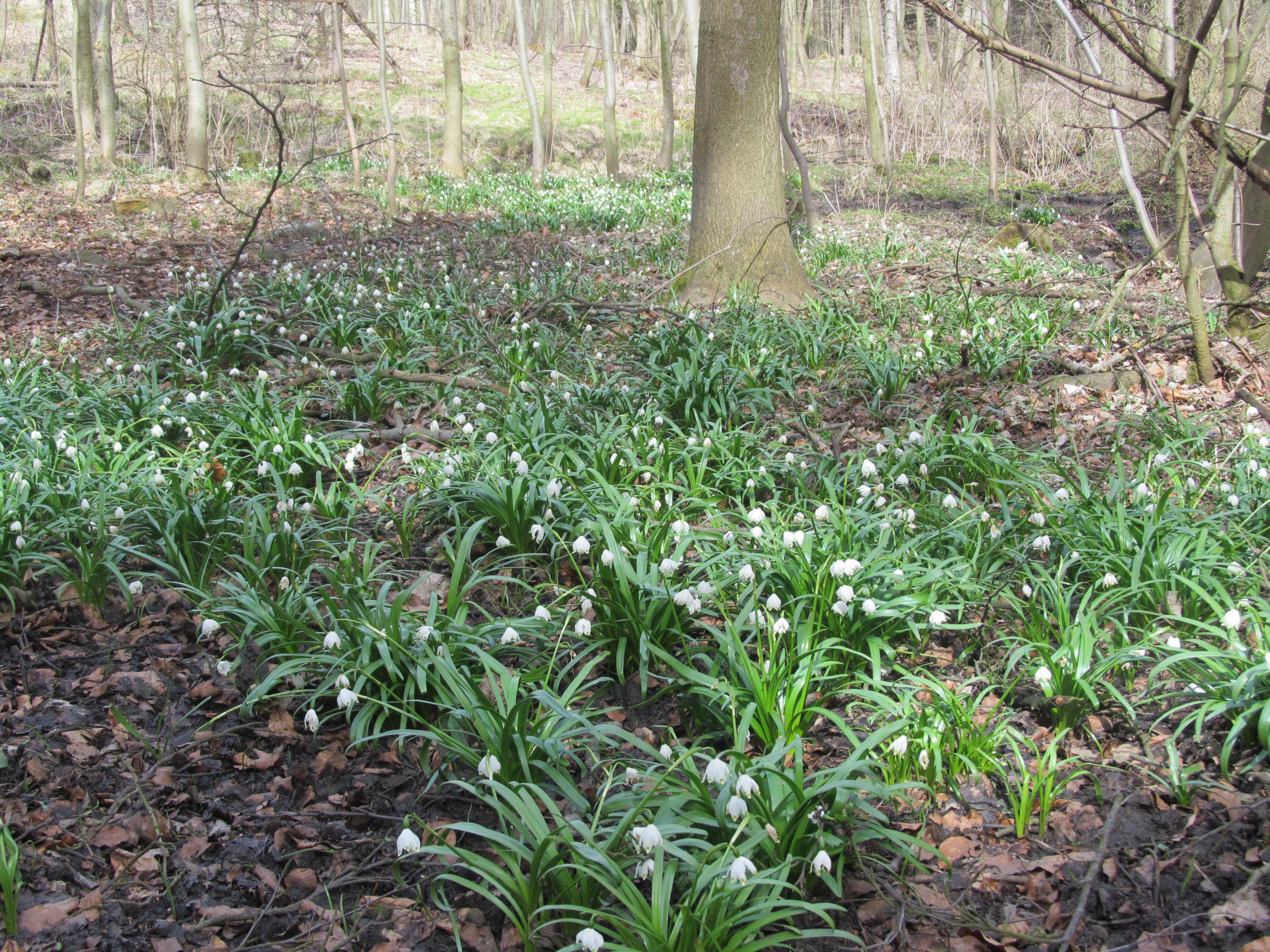
Bledule jarní naproti rašeliništi
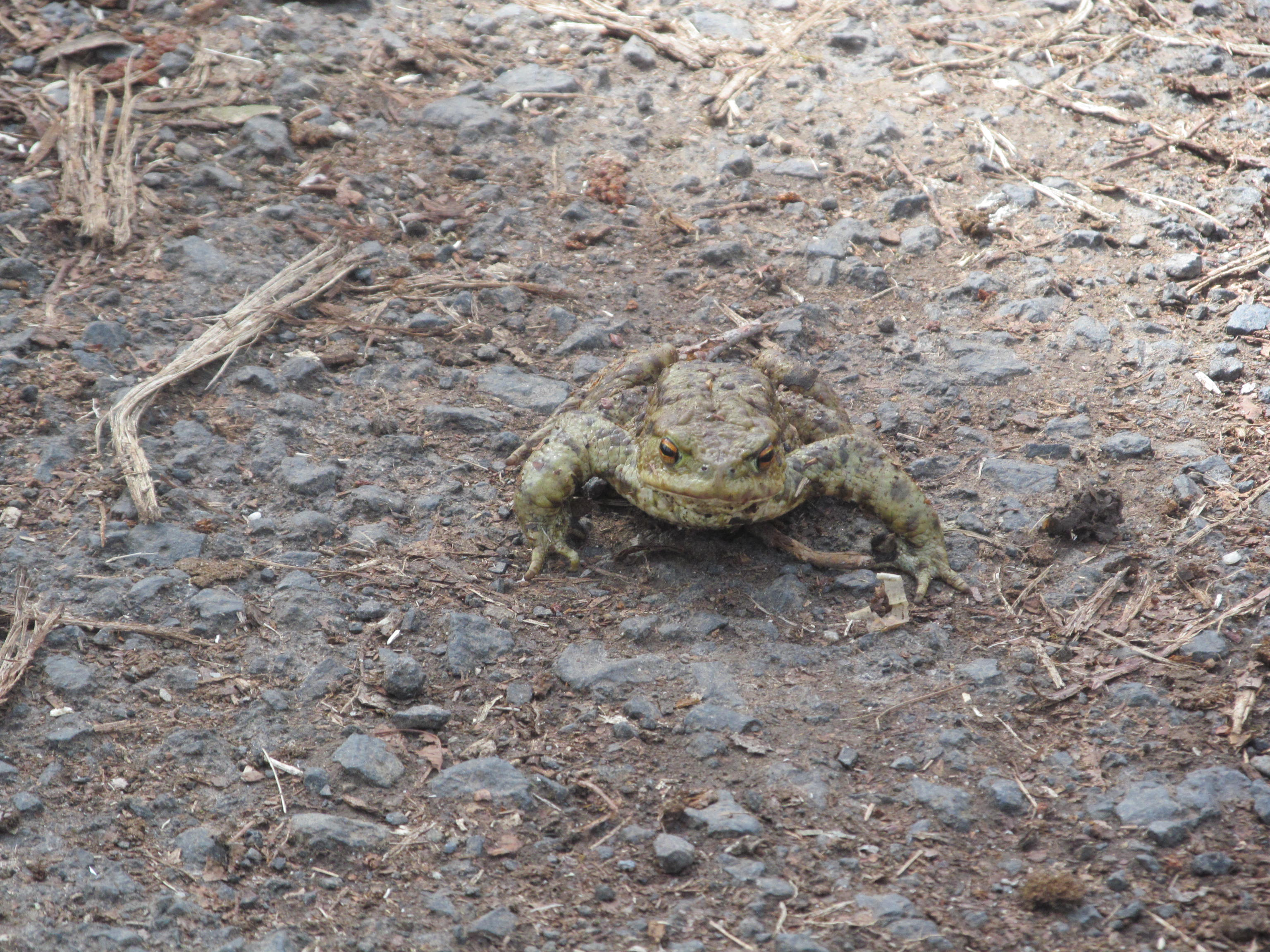
Ropucha obecná u Vojenského rybníka v době páření
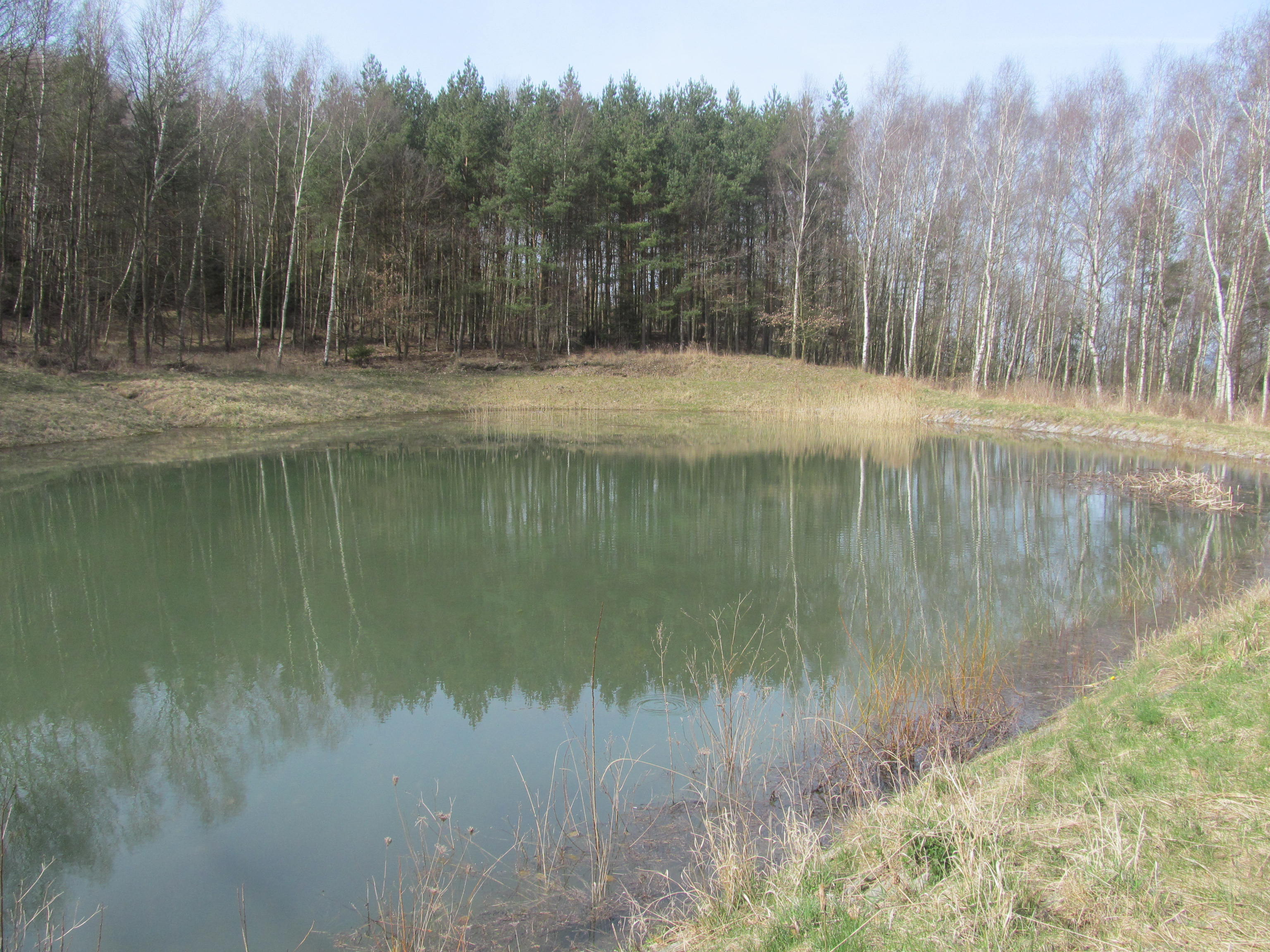
Rybníček pod sesuvem
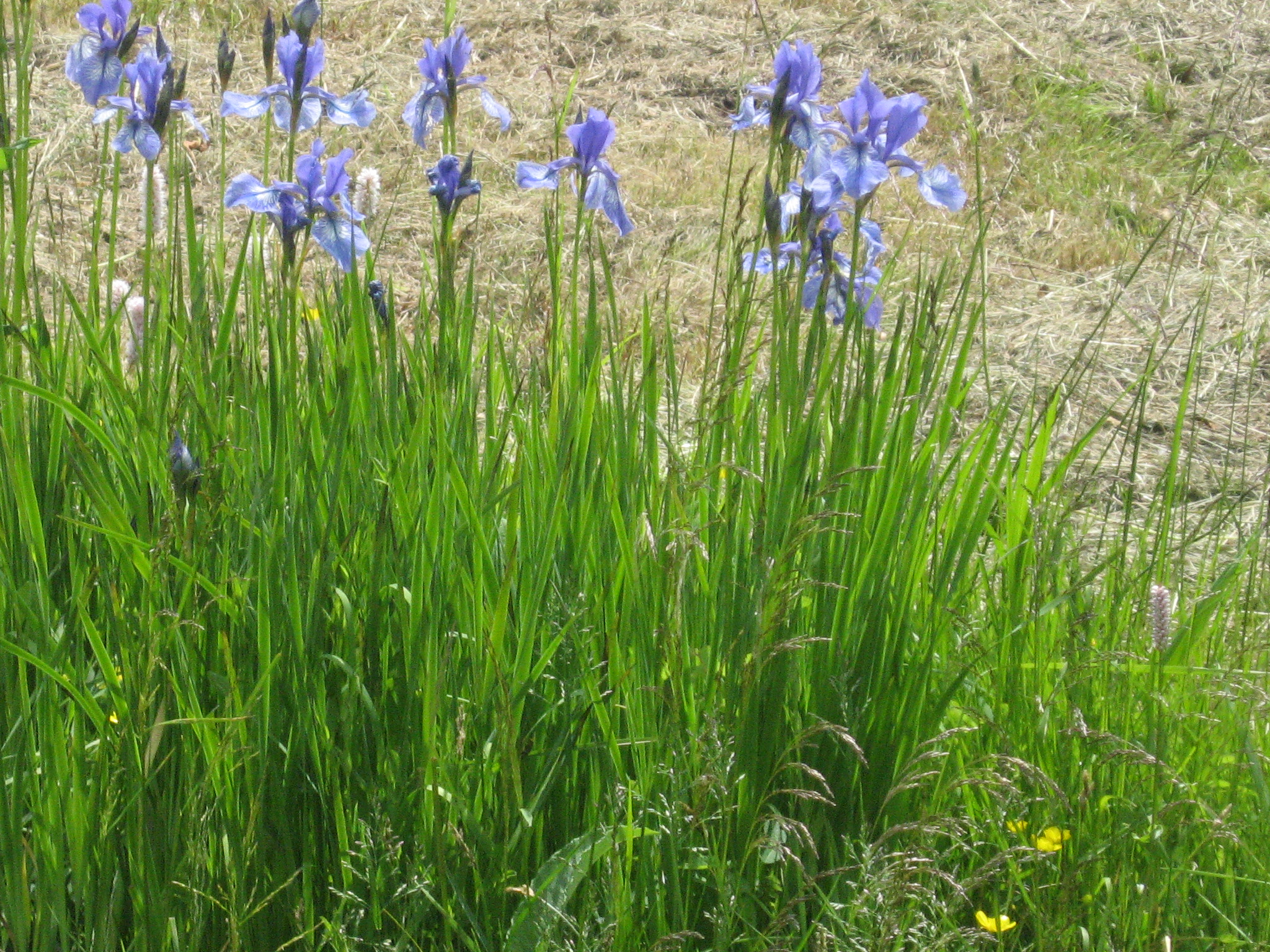
Kosatec sibiřský u Vojenského rybníka
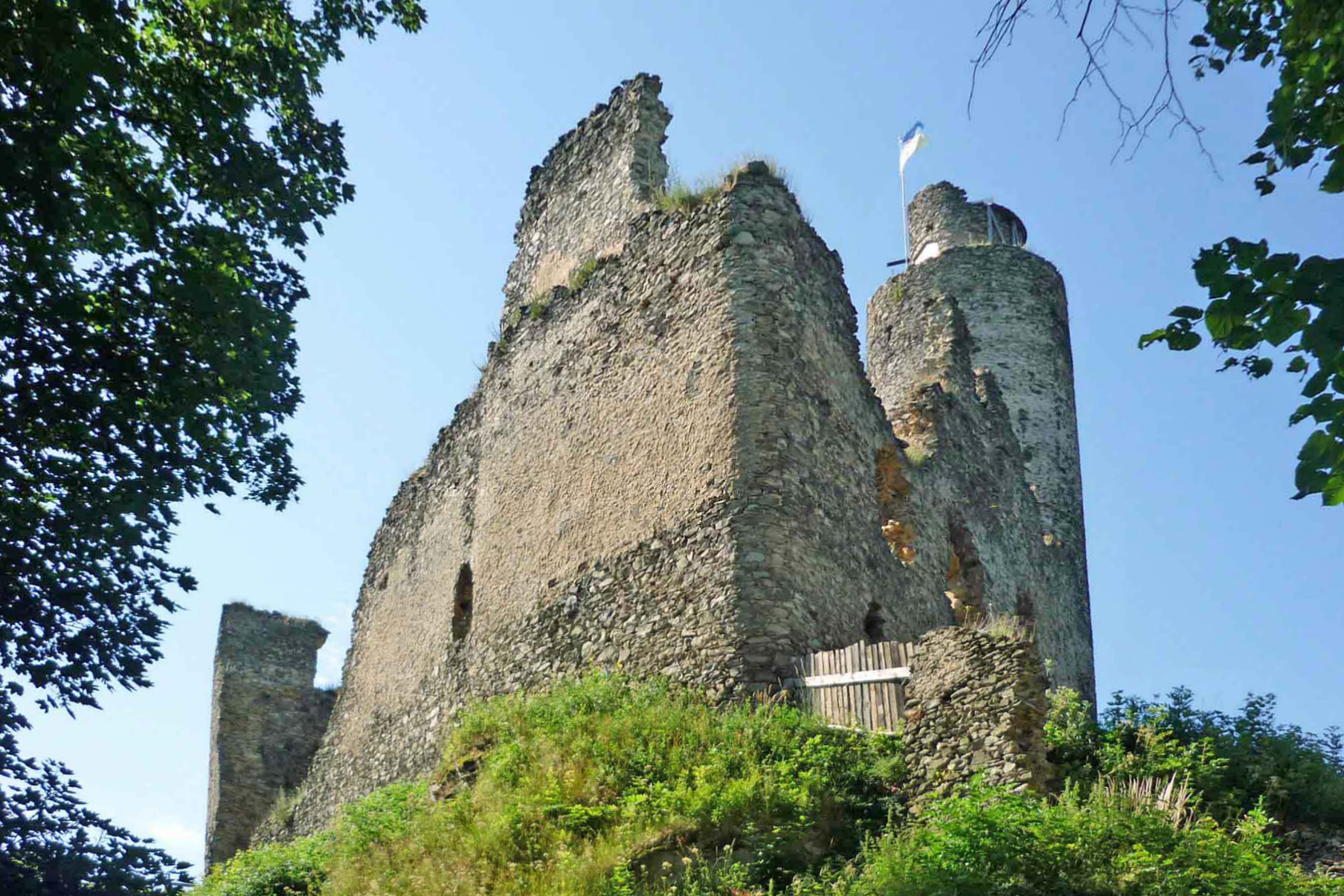
Dolní část hradu Kostomlaty